# Radja Nainggolan
Radja Nainggolan (Antwerpen, 4 mei 1988) is een Indonesisch-Belgisch voetballer die doorgaans als middenvelder speelt. Sinds 2025 staat hij onder contract bij KSC Lokeren-Temse  dat in de Challenger Pro League speelt. Eerder kwam hij uit voor onder meer Cagliari, AS Roma en Royal Antwerp. Nainggolan speelde tussen 2009 en 2018 dertig keer voor het Belgisch voetbalelftal, waarmee hij deelnam aan het EK 2016.

## Carrière

### Jeugd
Nainggolan groeide in het Antwerpse linkeroever in de wijk Sint-Anneke op als de zoon van een Belgische moeder en een Indonesische (Batak) vader. "Radja" is Indonesisch voor "koning". Midden jaren negentig scheidden zijn ouders en verhuisde zijn vader naar Bali. Radja heeft een tweelingzus Riana, die voor RES Roma (de onofficiële zusterploeg van AS Roma) speelde, twee halfzussen en een halfbroer.
Nainggolan begon zijn voetbalcarrière bij Tubantia Borgerhout. Als tiener werd hij er weggeplukt door Germinal Beerschot, waar hij de jeugdreeksen doorliep en ploegmaat werd van onder meer Vincenzo Verhoeven en Mousa Dembélé.

### Piacenza
In 2005 werd Nainggolan tijdens een wedstrijd tussen Germinal Beerschot en Excelsior Moeskroen ontdekt door Piacenza. De club uit de Italiaanse Serie B leende hem eerst een seizoen van Germinal Beerschot, nadien legde het voor hem een transfersom van zo'n €150.000 op tafel. Aanvankelijk kwam de 16-jarige Indonesische Belg bij Piacenza amper aan spelen toe. Pas in het seizoen 2008/09 ontbolsterde hij volledig en werd een vaste waarde op het middenveld.
Bij Piacenza speelde Nainggolan ook een tijdje samen met landgenoten Didier Ndagano Ishimwe en Davide Moscardelli. Ndagano is een leeftijdsgenoot van Nainggolan, ze trokken samen in 2005 van Germinal Beerschot naar Piacenza.

### Cagliari
Op 27 januari 2010 werd Nainggolan voor zes maanden uitgeleend aan Cagliari, een club uit de Serie A. De Wit-Rus Mikhail Sivakov maakte toen de omgekeerde beweging. Nainggolan debuteerde op 7 februari 2010 op het hoogste niveau. Hij speelde toen mee in een competitiewedstrijd tegen Internazionale. In totaal speelde hij zeven wedstrijden voor Cagliari, dat op het einde van het seizoen zijn contract voor de helft overnam van Piacenza. 
In het seizoen 2010/11 werd de 22-jarige middenvelder ook bij Cagliari titularis. Eerst maakte hij indruk op trainer Pierpaolo Bisoli, later ook op diens opvolger Roberto Donadoni. Op 31 januari 2011 nam Cagliari het contract van Nainggolan volledig over van Piacenza.

### AS Roma
Op 7 januari 2014 werd Nainggolan voor een half seizoen verhuurd aan AS Roma, dat €3 miljoen betaalde voor zijn komst. Na de huurovereenkomst kon Roma hem voor 50% overnemen van Cagliari. De transfersom zou dan €6 miljoen bedragen. Nainggolan was de eerste Belg in de geschiedenis van de club. Hij veroverde vrijwel meteen een basisplaats in het team van trainer Rudi Garcia. Op 19 april 2014 scoorde Nainggolan in een duel tegen Fiorentina het enige doelpunt van de wedstrijd. Door de zege was Roma zeker van deelname aan de UEFA Champions League. AS Roma nam hem na de huurperiode definitief over. De club betaalde Cagliari in juni 2015 vervolgens nog eens €9 miljoen en werd zo volledig eigenaar van Nainggolan. Een maand later verlengde hij zijn contract tot medio 2020. Hij tekende in juli 2017 vervolgens bij tot medio 2021.

### Internazionale
Eind juni 2018 raakte bekend dat Nainggolan naar Internazionale zou verkassen voor een transfersom van 38 miljoen euro. Een conflict met de technisch directeur van Roma lag aan de basis van zijn vertrek. Zijn debuut voor Inter maakte hij op 14 juli in een oefenwedstrijd tegen het Zwitserse FC Lugano. Op 1 september 2018 scoorde Nainggolan zijn eerste goal voor de club, in een competitiewedstrijd tegen Bologna. Zijn verblijf bij Inter werd echter geen succes, en aan het einde van het seizoen kreeg hij van de club te horen dat hij niet hoefde te blijven.

#### Verhuur aan Cagliari Calcio
Nainggolan keerde hierop in de zomer van 2019 terug op uitleenbasis naar Cagliari, het team waarvoor hij reeds van 2010 tot 2014 voetbalde en waar hij zijn grote doorbraak kende. Hij was er de absolute publiekslieveling. Zo viste Fiorentina die de beste papieren leek te hebben achter het net. Het is ook bij Cagliari dat hij zijn echtgenote Claudia Lao, die op dat ogenblik vocht tegen kanker, leerde kennen. Het is uit liefde voor haar dat Nainggolan heeft besloten om naar zijn ex-club terug te keren. Zo kon zij ook dichter bij haar ouders en vrienden revalideren. Half november 2019 stond Cagliari, waarvan iedereen dacht dat ze veroordeeld waren tot degradatievoetbal, verrassend op de vierde plek na een verpletterende 5-2 overwinning tegen Fiorentina. Uitblinker: Nainggolan met drie assists en een werelddoelpunt. Bij Cagliari werd Nainggolan in het begin van het seizoen uitgespeeld als controlerende middenvelder. Hij moest wennen aan het voetbal van de club. Maar na verloop van tijd had hij de aanvoerdersband overgenomen van de geblesseerde Luca Ceppitelli en kon hij weer in steun van de diepe spitsen spelen, waardoor Radja terug ontbolsterde. Ook bij Roma en Inter speelde hij achter twee topspitsen, maar dan vooral in een dienende rol. Bij Cagliari kan hij meer zijn eigen kans gaan: met 20 schoten en 14 gecreëerde kansen is hij zelfs gevaarlijker dan aanvaller Giovanni Simeone. Cagliari steunt offensief dan ook op de schouders van Nainggolan, die 40% van de schoten van zijn team voor zijn rekening neemt.

### Antwerp

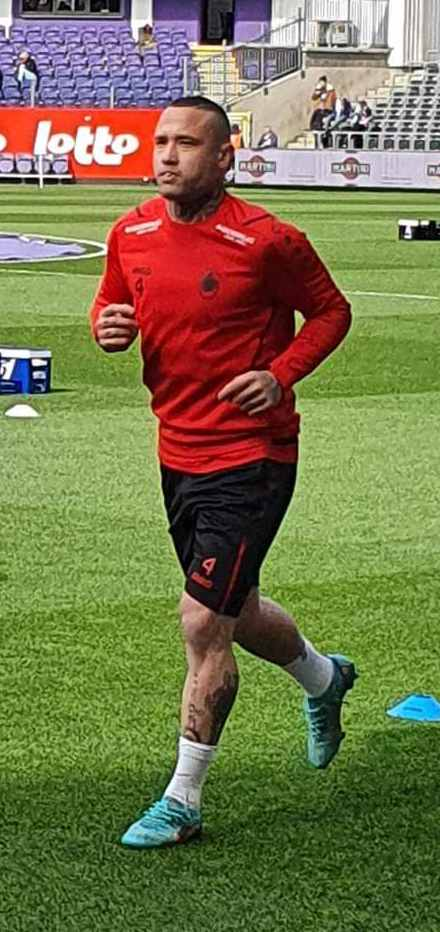
Radja Nainggolan
bij Royal Antwerp FC in 2022

Op dinsdag 10 augustus 2021 raakte bekend dat Nainggolan zijn contract met Internazionale had ontbonden in onderling overleg. In diezelfde week nog tekende hij een contract bij Antwerp voor twee seizoenen. Naar verluidt zou hij er in die periode 4 miljoen euro verdienen waarbij inbegrepen een riante tekenbonus. Het maakte van hem een absolute topverdiener in de Belgische voetbalcompetitie. Daags later kwam hij in opspraak doordat de politie zijn rijbewijs invorderde voor te hard rijden en rijden onder invloed.
Op 25 oktober 2021 maakte Nainggolan met zijn gekende harde trap, van buiten het strafschopgebied, zijn eerste goal voor Antwerp in de met 2-2 geëindigde Europa League wedstrijd tegen Eintracht Frankfurt. Op 5 december 2021 in de derby op en tegen Beerschot maakte hij de enige en dus winnende goal met alweer een strak schot. Zo mocht Antwerp de officieuze titel "Ploeg van't Stad" dragen tot aan de volgende derby.
Eind december 2022 werd zijn contract bij Antwerp in onderling overleg ontbonden. Eerder was Nainggolan naar de B-kern doorverwezen wegens extra-sportieve incidenten.

### SPAL
Na zijn vertrek bij Royal Antwerp FC tekende Nainggolan voor de rest van het seizoen transfervrij bij Serie B team SPAL. Hier scoorde hij in zijn debuutwedstrijd meteen tegen Bari. Op 30 april 2023 speelde hij zijn laatste wedstrijd voor SPAL tegen Perugia.

### Bhayangkara FC
In november 2023 was Nainggolan aanwezig op het Wereldkampioenschap voetbal onder 17 in Indonesië. De middenvelder met Indonesische roots fungeerde er als voetbalambassadeur op uitnodiging van de lokale bondsvoorzitter Erick Thohir. De eersteklasser Bhayangkara FC, die in degradatienood verkeerde, bood hem er eind november een contract aan tot het einde van het seizoen 2023/24. Desondanks zakte de club naar het tweede niveau Liga 2.
In de kerstperiode van 2024 speelde hij als Legend een wedstrijd in de voetbalcompetitie van Masters Of Madness, die het jaar daarop in februari te zien was in het gelijknamige televisieprogramma op de Vlaamse zender Play4.

### KSC Lokeren-Temse
Na een half jaar zonder club trok de 36-jarige Nainggolan in januari 2025 naar KSC Lokeren-Temse dat in de Challenger Pro League speelt. Hij kreeg er een contract tot het einde van het seizoen 2024/25. Op 24 januari viel hij in tegen Lierse en maakte spontaan de 1-1 gelijkmaker met een olympisch doelpunt, een hoekschop die rechtstreeks in het doel vliegt.

## Clubstatistieken
| Seizoen     | Club           | Competitie         | Competitie | Competitie | Beker | Beker | Europees | Europees | Totaal | Totaal |
| Seizoen     | Club           | Competitie         | Wed.       | Dlp.       | Wed.  | Dlp.  | Wed.     | Dlp.     | Wed.   | Dlp.   |
| ----------- | -------------- | ------------------ | ---------- | ---------- | ----- | ----- | -------- | -------- | ------ | ------ |
| 2005/06     | Piacenza       | Serie B            | 1          | 0          | 0     | 0     | —        | —        | 1      | 0      |
| 2006/07     | Piacenza       | Serie B            | 1          | 0          | 0     | 0     | —        | —        | 1      | 0      |
| 2007/08     | Piacenza       | Serie B            | 10         | 0          | 1     | 0     | —        | —        | 11     | 0      |
| 2008/09     | Piacenza       | Serie B            | 38         | 3          | 1     | 0     | —        | —        | 39     | 3      |
| 2009/10     | Piacenza       | Serie B            | 21         | 1          | 1     | 0     | —        | —        | 22     | 1      |
| Club Totaal | Club Totaal    | Club Totaal        | 71         | 4          | 3     | 0     | 0        | 0        | 74     | 4      |
| 2009/10     | → Cagliari     | Serie A            | 7          | 0          | 0     | 0     | —        | —        | 7      | 0      |
| 2010/11     | Cagliari       | Serie A            | 36         | 2          | 2     | 0     | —        | —        | 38     | 2      |
| 2011/12     | Cagliari       | Serie A            | 37         | 1          | 2     | 0     | —        | —        | 39     | 1      |
| 2012/13     | Cagliari       | Serie A            | 34         | 2          | 1     | 0     | —        | —        | 35     | 2      |
| 2013/14     | Cagliari       | Serie A            | 17         | 2          | 1     | 0     | —        | —        | 18     | 2      |
| Club Totaal | Club Totaal    | Club Totaal        | 131        | 7          | 6     | 0     | 0        | 0        | 137    | 7      |
| 2013/14     | → AS Roma      | Serie A            | 17         | 2          | 3     | 0     | —        | —        | 20     | 2      |
| 2014/15     | AS Roma        | Serie A            | 35         | 5          | 2     | 0     | 9        | 0        | 46     | 5      |
| 2015/16     | AS Roma        | Serie A            | 35         | 6          | 0     | 0     | 7        | 0        | 42     | 6      |
| 2016/17     | AS Roma        | Serie A            | 37         | 11         | 4     | 2     | 12       | 1        | 53     | 14     |
| 2017/18     | AS Roma        | Serie A            | 31         | 4          | 0     | 0     | 11       | 2        | 42     | 6      |
| Club Totaal | Club Totaal    | Club Totaal        | 155        | 28         | 9     | 2     | 39       | 3        | 203    | 33     |
| 2018/19     | Internazionale | Serie A            | 29         | 6          | 1     | 0     | 6        | 1        | 36     | 7      |
| Club Totaal | Club Totaal    | Club Totaal        | 29         | 6          | 1     | 0     | 6        | 1        | 36     | 7      |
| 2019/20     | → Cagliari     | Serie A            | 26         | 6          | 3     | 0     | —        | —        | 29     | 6      |
| Club Totaal | Club Totaal    | Club Totaal        | 157        | 13         | 9     | 0     | 0        | 0        | 166    | 13     |
| 2020/21     | Internazionale | Serie A            | 4          | 0          | 0     | 0     | 1        | 0        | 5      | 0      |
| Club Totaal | Club Totaal    | Club Totaal        | 33         | 6          | 1     | 0     | 7        | 1        | 41     | 7      |
| 2020/21     | → Cagliari     | Serie A            | 22         | 1          | 0     | 0     | —        | —        | 22     | 1      |
| Club Totaal | Club Totaal    | Club Totaal        | 179        | 14         | 9     | 0     | 0        | 0        | 188    | 14     |
| 2021/22     | Antwerp        | Jupiler Pro League | 32         | 2          | 0     | 0     | 5        | 1        | 37     | 3      |
| 2022/23     | Antwerp        | Jupiler Pro League | 12         | 1          | 0     | 0     | 6        | 2        | 18     | 3      |
| Club Totaal | Club Totaal    | Club Totaal        | 44         | 3          | 0     | 0     | 11       | 3        | 55     | 6      |
| TOTAAL      | TOTAAL         | TOTAAL             | 482        | 55         | 22    | 2     | 57       | 7        | 561    | 64     |

Bijgewerkt op 22 januari 2023. 

## Interlandcarrière

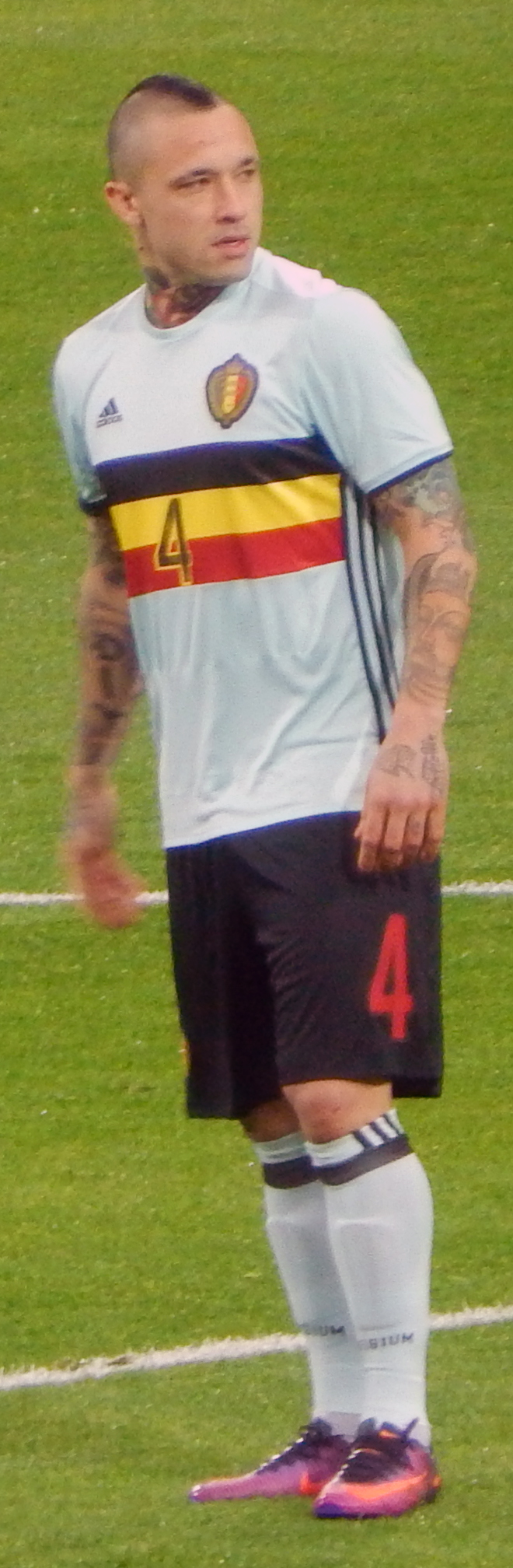
Radja Nainggolan
bij de Rode Duivels in 2017

In mei 2009 haakten verscheidene Rode Duivels af voor de Kirin Cup, een vriendschappelijk toernooi dat in Japan werd gehouden. Frank Vercauteren, toen bondscoach ad interim, riep daarom een aantal jonge Belgische voetballers op. Naast Nainggolan maakten ook Ritchie De Laet, Toby Alderweireld, Jelle Vossen, Kevin Roelandts en Geoffrey Mujangi Bia op de Kirin Cup hun debuut voor het Belgisch voetbalelftal. Van 2006 tot 2009 speelde Nainggolan al wel voor de beloften van België.
Nadien werd Nainggolan een tijd niet meer opgeroepen voor de nationale ploeg. De jonge Belg hekelde de scouting van de Belgische voetbalbond, maar bondscoach Georges Leekens zette hem meteen op zijn plaats toen hij Nainggolan in november 2011 opnieuw selecteerde voor de Rode Duivels. Op 11 november kwam hij enkele minuten voor tijd op het veld in plaats van Steven Defour. Iets meer dan een jaar later zat hij opnieuw bij de selectie van de Rode Duivels, ditmaal voor de vriendschappelijke interland tegen Slowakije. Op 5 maart 2014 speelde Nainggolan opnieuw mee in een vriendschappelijke interland tegen Ivoorkust. Hij viel vanaf het begin van de tweede helft in voor Marouane Fellaini. Daarbij scoorde hij in de 51ste minuut zijn eerste interlandgoal, de 2-0 in de wedstrijd, die eindigde op 2-2.
Op dinsdag 13 mei 2014 maakte de hoofdcoach van de Belgische nationale ploeg Marc Wilmots zijn selectie voor het WK 2014 in Brazilië bekend. Nainggolan behoorde niet tot de geselecteerden. Op 13 oktober 2014 scoorde hij een doelpunt in de EK-kwalificatiewedstrijd tegen Bosnië-Herzegovina. Voor het EK 2016 in Frankrijk werd Nainggolan wel geselecteerd. In de laatste match van de groepsfase tegen Zweden scoorde Nainggolan in de 84ste minuut de enige goal van de wedstrijd, waardoor België als tweede doorging naar de achtste finales van het EK. Tevens scoorde hij in de kwartfinale de enige goal tegen Wales, waarna ze verloren.
Op 21 mei 2018 kondigde Nainggolan zijn afscheid aan van het internationale voetbal, na een niet-selectie voor het WK 2018 door bondscoach Roberto Martínez, volgens Martínez wegens "tactische redenen". De bondscoach meldde het nieuws persoonlijk aan Nainggolan in Rome. De beslissing van Martínez om de middenvelder niet mee te nemen kwam de coach op veel kritiek en onbegrip te staan, zowel van spelers als het publiek. De Belgische internationals Toby Alderweireld en Marouane Fellaini waren verrast dat Nainggolan geen deel uitmaakte van de Belgische WK-selectie. "De coach beslist en we moeten zijn keuze respecteren. Hij is de baas", zei Alderweireld. Ook Fellaini, middenvelder bij Manchester United, snapte de keuze om Nainggolan thuis te laten niet. "Heel wat spelers zijn ontgoocheld, net als het Belgische publiek. Wij begrijpen het ook niet, omwille van Radja's kwaliteiten", liet hij bij VTM Nieuws weten. "Ik heb Nainggolan gezegd dat hij de beslissing moet respecteren, ook al is hij teleurgesteld."
| Interlands van Radja Nainggolan voor België | Interlands van Radja Nainggolan voor België | Interlands van Radja Nainggolan voor België | Interlands van Radja Nainggolan voor België | Interlands van Radja Nainggolan voor België | Interlands van Radja Nainggolan voor België |
| №                                           | Datum                                       | Wedstrijd                                   | Uitslag                                     | Competitie                                  | Goals                                       |
| Als speler van Piacenza                     | Als speler van Piacenza                     | Als speler van Piacenza                     | Als speler van Piacenza                     | Als speler van Piacenza                     | Als speler van Piacenza                     |
| ------------------------------------------- | ------------------------------------------- | ------------------------------------------- | ------------------------------------------- | ------------------------------------------- | ------------------------------------------- |
| 1                                           | 29 mei 2009                                 | Chili – België                              | 1 – 1                                       | Kirin Cup 2009                              | 0                                           |
| Als speler van Cagliari                     |                                             |                                             |                                             |                                             |                                             |
| 2                                           | 11 november 2011                            | België – Roemenië                           | 2 – 1                                       | Vriendschappelijk                           | 0                                           |
| 3                                           | 29 februari 2012                            | Griekenland – België                        | 1 – 1                                       | Vriendschappelijk                           | 0                                           |
| 4                                           | 06 februari 2013                            | België – Slowakije                          | 2 – 1                                       | Vriendschappelijk                           | 0                                           |
| Als speler van AS Roma                      |                                             |                                             |                                             |                                             |                                             |
| 5                                           | 05 maart 2014                               | België – Ivoorkust                          | 2 – 2                                       | Vriendschappelijk                           | 51'                                         |
| 6                                           | 04 september 2014                           | België - Australië                          | 2 – 0                                       | Vriendschappelijk                           | 0                                           |
| 7                                           | 10 oktober 2014                             | België - Andorra                            | 6 – 0                                       | EK-Kwalificatie 2016                        | 0                                           |
| 8                                           | 13 oktober 2014                             | Bosnië en Herzegovina - België              | 1 – 1                                       | EK-Kwalificatie 2016                        | 51'                                         |
| 9                                           | 28 maart 2015                               | België - Cyprus                             | 5 – 0                                       | EK-Kwalificatie 2016                        | 0                                           |
| 10                                          | 31 maart 2015                               | Israël - België                             | 0 – 1                                       | EK-Kwalificatie 2016                        | 0                                           |
| 11                                          | 07 juni 2015                                | Frankrijk - België                          | 3 – 4                                       | Vriendschappelijk                           | 50'                                         |
| 12                                          | 12 juni 2015                                | Wales - België                              | 1 – 0                                       | EK-Kwalificatie 2016                        | 0                                           |
| 13                                          | 03 september 2015                           | België - Bosnië en Herzegovina              | 3 – 1                                       | EK-Kwalificatie 2016                        | 0                                           |
| 14                                          | 06 september 2015                           | Cyprus - België                             | 0 – 1                                       | EK-Kwalificatie 2016                        | 0                                           |
| 15                                          | 10 oktober 2015                             | Andorra - België                            | 1 – 4                                       | EK-Kwalificatie 2016                        | 19'                                         |
| 16                                          | 13 oktober 2015                             | België - Israël                             | 3 – 1                                       | EK-Kwalificatie 2016                        | 0                                           |
| 17                                          | 13 november 2015                            | België - Italië                             | 3 – 1                                       | Vriendschappelijk                           | 0                                           |
| 18                                          | 29 maart 2016                               | Portugal - België                           | 0 – 2                                       | Vriendschappelijk                           | 0                                           |
| 19                                          | 05 juni 2016                                | België - Noorwegen                          | 3 – 2                                       | Vriendschappelijk                           | 0                                           |
| 20                                          | 13 juni 2016                                | België - Italië                             | 0 – 2                                       | EK 2016                                     | 0                                           |
| 21                                          | 18 juni 2016                                | België - Ierland                            | 3 – 0                                       | EK 2016                                     | 0                                           |
| 22                                          | 22 juni 2016                                | Zweden - België                             | 0 – 1                                       | EK 2016                                     | 84'                                         |
| 23                                          | 26 juni 2016                                | Hongarije - België                          | 0 – 4                                       | EK 2016                                     | 0                                           |
| 24                                          | 01 juli 2016                                | Wales - België                              | 3 – 1                                       | EK 2016                                     | 13'                                         |
| 25                                          | 01 september 2016                           | België - Spanje                             | 0 – 2                                       | Vriendschappelijk                           | 0                                           |
| 26                                          | 06 september 2016                           | Cyprus - België                             | 0 – 3                                       | WK-Kwalificatie 2018                        | 0                                           |
| 27                                          | 25 maart 2017                               | België - Griekenland                        | 1 – 1                                       | WK-Kwalificatie 2018                        | 0                                           |
| 28                                          | 28 maart 2017                               | Rusland - België                            | 3 – 3                                       | Vriendschappelijk                           | 0                                           |
| 29                                          | 05 juni 2017                                | België - Tsjechië                           | 2 – 1                                       | Vriendschappelijk                           | 0                                           |
| 30                                          | 27 maart 2018                               | België - Saoedi-Arabië                      | 4 – 0                                       | Vriendschappelijk                           | 0                                           |
| Totaal                                      | Totaal                                      | Totaal                                      | Totaal                                      | Totaal                                      | 6                                           |

### Overzicht
- Op het EK 2016 werd hij op een foto betrapt met sigaretten. Bondscoach Marc Wilmots zag er geen graten in daar hij presteerde op het veld.
- Een week nadat Nainggolan tekende bij Internazionale, crashte hij met zijn peperdure Ferrari in de omgeving van Arezzo door een klapband maar bleef zelf ongedeerd.
- Bij een avondje uit na een kwalificatiewedstrijd met de Rode Duivels tegen Griekenland in 2017 werd Nainggolan langs de weg betrapt met 1,9 promille alcohol in het bloed. In 2018 gaf de politierechtbank hem een rijverbod van een maand en een boete van 1.600 euro.
- Tijdens een nieuwjaarsfeest in 2018 postte hij een film op Instagram waarin hij bier dronk, rookte en veelvuldig vloekte. Hij gaf toe dat hij had overdreven.
- In 2018 diende hij een klacht in bij de Italiaanse politie na diefstal van 150.000 euro van zijn bankrekening. Hij had een cheque van dat bedrag aan een casino in Monaco uitgeschreven om zijn schulden daar te vereffenen en dieven waren er in geslaagd die cheque te dupliceren.
- Eind december 2018 zet Internazionale Nainggolan op non-actief, naar verluidt omdat hij meermaals te laat gearriveerd zou zijn op training.
- Met bondscoach Roberto Martínez had Nainggolan een slechte relatie door verscheidene incidenten. Na zijn niet-selectie voor het WK 2018 nam hij definitief afscheid van de nationale ploeg en haalde nadien nog meermaals uit naar de bondscoach in interviews.
- In de zomer van 2021, amper een week nadat Nainggolan tekende bij Antwerp, werd hij betrapt op overdreven snelheid en rijden onder invloed van alcohol. Het leverde de voetballer het verlies van zijn rijbewijs en een rijverbod van vier maanden op. Een jaar later werd hij tijdens een gerichte politiecontrole met een ANPR-camera betrapt op het besturen van een auto zonder geldig rijbewijs. Nainggolan belandde enkele uren in de cel en zijn wagen werd gerechtelijk in beslag genomen.[18]
- Op 27 januari 2025 werd Nainggolan gearresteerd voor verhoor in een onderzoek naar cocaïnesmokkel uit Zuid-Amerika. Een dag later werd hij onder voorwaarden vrijgelaten. De ex-Rode Duivel is in verdenking gesteld voor lidmaatschap van een criminele organisatie. Naar verluidt zou hij drugsgeld witgewassen hebben.[19]